# Adelbert Schulz
Adelbert Schulz (ur. 20 grudnia 1903 w Berlinie, zm. 28 stycznia 1944 w okolicach miejscowości Szepetówka w obwodzie chmielnickim, Ukraina) – niemiecki wojskowy, generał major.

## Życiorys
W 1925 roku wstąpił do policji, w 1935 roku rozpoczął karierę w Wehrmachcie w stopniu porucznika. W październiku 1939 roku rozpoczął służbę w 25 pułku pancernym 7 Dywizji Pancernej. W czasie kampanii francuskiej, 7 czerwca dowodził skutecznym atakiem i późniejszą obroną przed kontratakiem francuskich oddziałów pancernych w lesie koło Saumont, za co 29 września 1940 został odznaczony jednocześnie Krzyżem Żelaznym i Krzyżem Rycerskim oraz objął dowództwo 1 batalionu 25 pułku pancernego. 
W czasie inwazji na ZSRR w 1941 odniósł liczne sukcesy, m.in. w grudniu 1941 prowadził grupę bojową, która powstrzymała i zmusiła do odwrotu radzieckie natarcie w okolicach Klina, co pozwoliło na planowy odwrót z pozycji oraz ewakuację szpitala polowego z 4000 chorych. Za ten czyn 31 grudnia 1941 Schulz został odznaczony Liśćmi Dębu do Krzyża Rycerskiego. Od stycznia 1943 dowódca 25 pułku pancernego w składzie 7 Dywizji Pancernej. Za zasługi podczas bitwy kurskiej 6 sierpnia 1943 odznaczony Mieczami do Krzyża Rycerskiego. 
W listopadzie podczas walk w rejonie Żytomierza i Kijowa grupa bojowa pod jego dowództwem wykonała kontratak na flanki nacierających Rosjan i w ciągu 12 godzin zniszczyła ponad 150 czołgów wroga. Za ten czyn 14 grudnia 1943 Schulz jako drugi oficer wojsk lądowych (pierwszym był generał marszałek polny Erwin Rommel) otrzymał Diamenty do Krzyża Rycerskiego i tym samym stał się jednym z 27 kawalerów Krzyża Rycerskiego z Liśćmi Dębu, Mieczami i Diamentami. Pomimo otrzymania rozkazu przybycia do kwatery głównej Hitlera w celu odebrania odznaczenia odmówił przyjazdu do czasu ustabilizowania się sytuacji na froncie. 
26 stycznia 1944 objął dowództwo 7 Dywizji Pancernej. 28 stycznia 1944 w okolicach Szepetówki został ranny radzieckim odłamkiem artyleryjskim w głowę i umarł tego samego dnia w szpitalu polowym.

## Kariera wojskowa

### Rangi
- Oberleutnant – 1935
- Hauptmann – październik 1939
- Major – 1940
- Oberstleutnant – 1 stycznia 1943
- Oberst – 1 listopada 1943
- Generalmajor – 1 stycznia 1944